# Bernardo de Alderete
Bernardo de Alderete o Aldrete, (Málaga, 1565-1641) Filólogo, historiador y erudito español. 

## Biografía

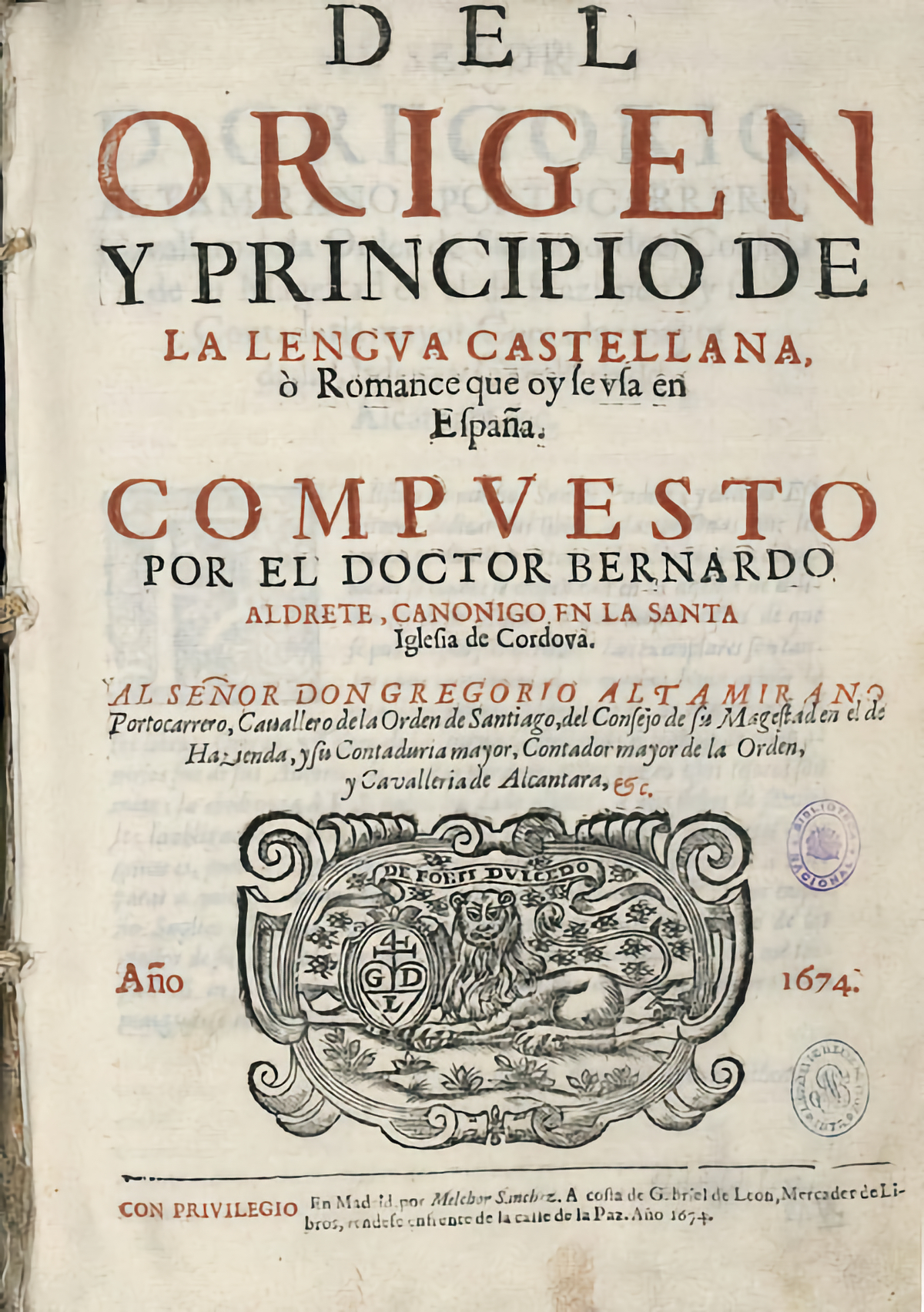
Portada de la obra. Biblioteca Nacional de España

Fue canónigo de la catedral de Córdoba y uno de los hombres más doctos de su tiempo. Era buen conocedor de las lenguas caldea, arábiga, hebrea, griega, latina, francesa e italiana. Aplicó su saber erudito a investigaciones arqueológicas y lingüísticas. Su obra principal es Del origen y principio de la lengua castellana, publicada en Roma en 1606 con el título Del origen y principio de la lengua castellana o romance que hoy se usa en España. Se trata de un ensayo científico sobre los orígenes de la lengua española en el que el autor subraya los de carácter latino. Enuncia muchas de las leyes fonéticas relativas a la transformación de los sonidos latinos al pasar al castellano. Escribió además Varias antigüedades de España, África y otras provincias (1614) y una colección de Cartas sobre la Eucaristía.

## Obras
- ALDRETE, BERNARDO, Del origen y principio de la lengua castellana o romance que se usa en España.  En Roma: acerca de Carlo Wllieto, 1606. Hay un facsímil  de la edición publicado en Valladolid: Editorial Maxtor, 2002: ISBN 84-9761-030-X.

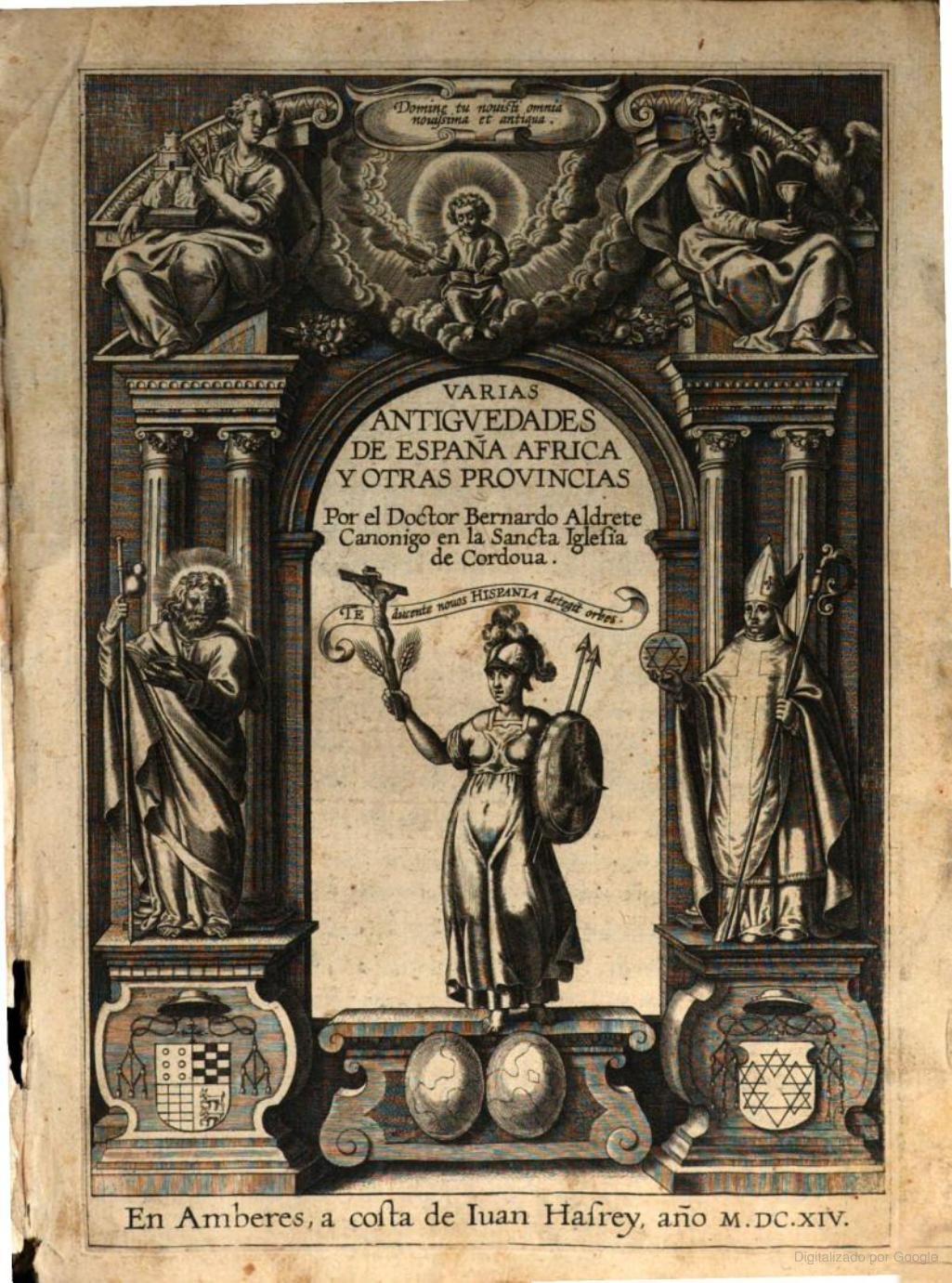
Portada del libro de B. de Aldrete: Varias antigüedades

- Portada del libro de B. de Aldrete: Varias antigüedadesALDRETE, BERNARDO, Varias antigüedades de España, África y otras provincias. En Amberes: A costa de Iuan Hafrey, 1614. Descripción: [24], 640, [72] p.: il. 4o. (Antuerpiae: typis Gerardi Wolsschatii et Henrici Aertsii, 1614).